# 福岡市葬祭場
刻の森福岡市葬斎場（ときのもりふくおかしそうさいじょう）は、福岡県福岡市南区にある、福岡市が設置者で、市の外郭団体「財団法人ふくおか環境財団」が管理運営する火葬場であるが、正式名称は「福岡市葬斎場（ふくおかしそうさいじょう）」である。

## 所在地
- 福岡県福岡市南区桧原6-1-1

## 施設
- 現在の施設は2005年9月に竣工、2005年10月より使用開始されたものである。

### 建物内
鉄筋コンクリート造りの3階建てである。
- 火葬炉 26基
- 待合室 20室
- 告別室 6室
- 収骨室 6室
- 軽食・喫茶コーナー あり
- 幼児室 あり
- 授乳室 あり
- 駐車場 148台
- 敷地面積 82,287.58m²
- 建築面積 5,740.40m²
- 延床面積 9,458.95m²

## 火葬が行われた有名人
施設移転前
- 下川辰平（俳優）

施設移転後
- 稲尾和久（元西鉄ライオンズ投手）
- 曻地三郎（教育者、教育学者）

## 交通アクセス

### バス
- 西鉄バス13番・113番系統 井手バス停から徒歩3分。

### 道路
- 福岡高速5号線 堤出口(東方面からのみ)から約5分。